# أحمد نادر جلال
أحمد نادر جلال (مواليد 13 يونيو 1970) هو مخرج أفلام مصري، نشأ في عائلة فنية، فهو ابن المخرج الكبير نادر جلال وحفيد رائد من الرواد هو أحمد جلال كما أن جدته هي الفنانة ماري كويني. قام بإخراج مجموعة من الأفلام المتميزة خاصة مع النجم كريم عبد العزيز مثل فيلم أبو علي، وفيلم في محطة مصر، وفيلم واحد من الناس، وفيلم خارج على القانون.

## عن حياته
ولد أحمد نادر جلال في 13 يونيو 1970 وسط أسرة فنية، وتخرج من المعهد العالي للسينما قسم إخراج سنة 1997، لتكون بدايته بالعام التالي حيث شارك كمساعد مخرج في فيلمي (48 ساعة في إسرائيل)، و(رسالة إلى الوالي)، ليشارك بعدها في إخراج عدة أعمال، قبل أن يخوض تجربة الإخراج منفردًا للمرة الأولى عام 2003 من خلال فيلم (عايز حقي).

## أعماله

### أفلام من إخراجه
كمساعد مخرج ومخرج منفذ
| - 1998: رسالة إلى الوالي - 1998: 48 ساعة في إسرائيل - 2002: بركان الغضب - 2002: صاحب صاحبه - 2001: جاءنا البيان التالي | - 2001: جحيم تحت الأرض - 2001: رشة جريئة - 2000: بلية ودماغه العالية - 2000: هاللو أمريكا |

إخراجه
| - 2003: عايز حقي - 2005: أبو علي - 2006: واحد من الناس - 2006: في محطة مصر | - 2007: كده رضا - 2007: خارج على القانون - 2009: 1000 مبروك - 2011: فاصل ونعود | - 2015: الجيل الرابع 4G - 2018: بني آدم - 2022: العنكبوت - 2024: السرب |

### مسلسلات من إخراجه
- 2012: رقم مجهول
- 2013: اسم مؤقت
- 2016: القيصر
- 2017: كفر دلهاب
- 2021: كوفيد-25
- 2022: العائدون
- 2023: حرب
- 2024: بيت الرفاعي

## روابط خارجية
- أحمد نادر جلال على موقع IMDb (الإنجليزية)
- أحمد نادر جلال على موقع الدهليز
- أحمد نادر جلال على موقع قاعدة بيانات الأفلام العربية
- أحمد نادر جلال على موقع أول موفي (الإنجليزية)
- أحمد نادر جلال على موقع قاعدة بيانات الفيلم (الإنجليزية)
- أحمد نادر جلال على موقع كينوبويسك (الروسية)